# (5945) Roachapproach
(5945) Roachapproach (1984 SQ3) – planetoida z pasa głównego asteroid okrążająca Słońce w ciągu 3,32 lat w średniej odległości 2,23 j.a. Odkryta 28 września 1984 roku.